# Владімір Опсеніца
Владімір Опсеніца (серб. Владимир Опсеница) нар. 9 березня 1980, Новий Сад) — сербський гітарист. Учасник гурту Lazar Novkov & Frame Orchestra, з 2014 року до 2021 — українського рок-гурту Океан Ельзи.

## Біографія
Народився 9 березня 1980 року в Новому Саді (Воєводина, Сербія).

## Океан Ельзи
2013 року як сесійний гітарист взяв участь в записі альбому «Земля» гурту Океан Ельзи. 2014 року посів місце постійного гітариста.